# 南関東公営競馬
南関東公営競馬（みなみかんとうこうえいけいば）とは、日本の関東地方に存在する地方競馬場である大井競馬場・船橋競馬場・浦和競馬場・川崎競馬場の4競馬場において施行されている競馬の総称。南関東4競馬場（みなみかんとうよんけいばじょう）とも呼ばれる。略称は南関競馬（なんかんけいば）または南関4場（なんかんよんじょう）。

## 概要

### 開催
関東地方で行われる中央競馬と競合することもあり、2018年現在は原則として月曜日から金曜日にかけてのウィークデイに開催されている。またおおむね3月半ばから12月にかけては、大井競馬場ではトゥインクルレース、川崎競馬場ではスパーキングナイターと名付けられたナイター競走が施行され、2015年からは船橋競馬場でもハートビートナイターという愛称でナイター開催が始まった（2018年より通年ナイター開催）。施行者間の協議機関である関東地方公営競馬協議会（関地協）により開催日程の調整や人員の共通化が図られ、そのほか南関東三冠、南関東牝馬三冠に代表される重賞戦線の一体化、A1クラスからC3クラスまでの競走馬の格付け基準の統一的な整備、馬券発売の合理化（東京都競馬による馬券発売システムの共通化と相互場間発売・払戻、電話・インターネット投票「SPAT4」）などを展開している。結果として地方競馬としての施行者こそそれぞれ異なるものの、概ね一体的な競馬のシステム構築を実現している。

### 競走
人口の多い首都圏にあることに支えられ、地方競馬の中では売上規模が突出しており、賞金水準も比較して高い。
ダートグレード競走についても、GI級競走となっている15競走のうち以下の9競走が施行され、4場全てでGI級競走の常設施行が設定されている。また、東京大賞典は地方競馬で唯一の国際GI格付である。
|   | 競走名                   | 開催競馬場 | 距離  | 備考                     |
| - | ------------------------ | ---------- | ----- | ------------------------ |
| 1 | 川崎記念                 | 川崎競馬場 | 2100m |                          |
| 2 | 羽田盃                   | 大井競馬場 | 1800m | 2024年からJpnIに格付け   |
| 3 | かしわ記念               | 船橋競馬場 | 1600m |                          |
| 4 | 東京ダービー             | 大井競馬場 | 2000m | 2024年からJpnIに格付け   |
| 5 | さきたま杯               | 浦和競馬場 | 1400m | 2024年からJpnIに昇格     |
| 6 | 帝王賞                   | 大井競馬場 | 2000m |                          |
| 7 | ジャパンダートクラシック | 大井競馬場 | 2000m |                          |
| 8 | 全日本2歳優駿            | 川崎競馬場 | 1600m |                          |
| 9 | 東京大賞典               | 大井競馬場 | 2000m | 2011年から国際GIに格付け |

地方競馬場での持ち回り開催となっているJBC競走についても、2023年までの23回の開催のうち14回（大井が9回、川崎が3回、船橋と浦和が各1回）が南関東での施行となっている。
また1955年より中央競馬に準じて独自に重賞競走を施行しており、1997年からは中央競馬との統一グレードとは別に南関東独自のグレードを設けた。統一グレード競走との混同を避けるためにグレードの数字はローマ数字を用いた「GI・GII・GIII」という表記ではなく、アラビア数字を用いた「G1・G2・G3」という表記を採用していたが、日本が国際パートI国になった2007年3月より「SI・SII・SIII」（Sは「South（南関東）・Superの意味」）に変更された。
2010年代までは売上の減少に伴い、賞金額も削減が続いていたが、近年は売得金額の増加に伴い増額している。南関東競馬限定の重賞であっても、大井記念(2024年度の1着賞金3200万円)を筆頭に中央競馬のオープンクラスに匹敵する賞金規模を誇る競走も存在する。

### 競走馬・騎手・調教師

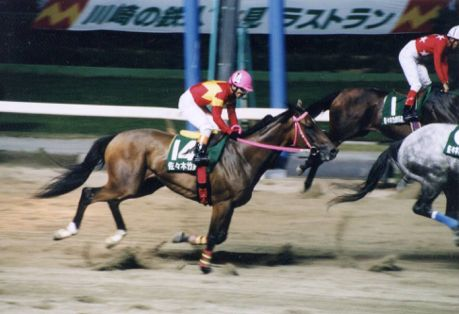
永久登録となった佐々木竹見元騎手の勝負服(赤・黄山形一文字)

競走馬、調教師、騎手は原則としていずれかの競馬場に所属する。大井競馬場と船橋競馬場は競馬場に隣接する厩舎地区があるほか、大井競馬場は千葉県印西市小林に小林分場を、浦和競馬場は埼玉県さいたま市緑区野田に、川崎競馬場は神奈川県川崎市幸区小向にそれぞれ独自のトレーニングセンターを有している。原則的に調教師は以上のいずれかで馬房を借り競走馬を管理することとなるが、2006年より調教師個人が民間より調教施設を借り受け調教することができる認定厩舎制度(外厩制度)が導入され、もとは高崎競馬場のトレーニングセンターであった境共同トレーニングセンターを始め、2014年3月6日現在で合計202の馬房が外部に存在している。
競走馬の格付け（クラス分け）に関しては、2023年までは原則として1着賞金だけが基準となる中央競馬と異なり競走により獲得した全賞金を一部補正して算出される番組賞金に基づいて、A1・A2・B1・B2・B3・C1・C2・C3の全8クラスのいずれかに格付けされていた。各馬は毎年1月と7月に、馬齢ごとに定められた基準賞金に基づいてクラスが決まる。2歳馬・3歳馬はそれぞれ馬齢限定で獲得賞金額による条件競走（「2歳80万円以下」「3歳185万円以下」など）を行なっていき、3歳2月にA1、3月にA2、4月にA3……というように各クラスの基準賞金に達した馬から順に格付けされていく（つまり強い馬ほど古馬との対戦が早く始まる）。そして4歳1月にC2の基準賞金に達していない馬がC3となる。なお2013年まではA3クラスと4歳条件戦も設けられていたが、2014年より廃止となっている。また2014年現在、地方競馬の他地区から4歳以降に転入してくる競走馬については、実際の獲得賞金にかかわらず強制的に番組賞金を変更する規定も存在する。この格付けは4場共通であるが、出走奨励金の問題などにより条件馬については自場開催を中心に出走することが多い。
開催毎に出走登録された競走馬は、重賞など一部の競走を除けば各クラスごとに番組賞金と馬齢を考慮し上位の馬から「組」として分割され、これが番組編成の基本単位となる。組は漢数字で表され、またB3（三）C1（一）、C3（十三）（十四）（十五）のように、複数の組を組み合わせて競走を編成することも多い。またB3とC1のように複数のクラスで編成されるレースでは、低いクラスの馬は負担重量が2kg軽くなる。
騎手については、馬主服制度の中央競馬とは異なり騎手ごとに定められた騎手服を着用し騎乗する（新馬戦、ダートグレード競走を含む重賞競走については、2017年10月の大井開催から南関東4場に競走馬を預託し、かつJRAの馬主登録を受けている馬主に対してJRAに登録されている馬主服の使用が解禁された）。長らく厩舎への所属を義務づけられていたが、2012年4月1日より中央競馬のフリー騎手に相当する騎手会所属騎手制度が導入された。また、他地区の若手騎手やリーディング上位騎手、外国人騎手や海外の競馬を主戦としている日本人騎手を短期免許で受け入れている(詳しくは 期間限定騎乗騎手を参照)。

### 格付制度
2024年1月1日より、南関4場に所属する全ての馬を対象として、競走馬の番組編成における新たな格付制度として「格付ポイント制」を全面導入した（2歳馬は2023年4月1日より先行導入）。各競走の5着までを対象として着順に応じたポイントを付与し、格付・編成を行うものである。他地区やダートグレード競走、海外競走でも番組ポイントが算定され、都度加算される。
従来の番組賞金を積算する方式では南関4場で賞金体系の違いがあり、「昇格までの速さ」や「南関東交流時に編成される組」が統一されていないことが問題となっていた。このため、賞金の格差によらずレース条件に応じて格付ポイントを設定することで、馬の能力評価をより適正に行うことを目的とした制度としている。
| 重賞競走   | 2歳競走        | JpnI       | 2000 | 700  | 400  | 200 | 100 | 全日本2歳優駿                                                              |
| 重賞競走   | 2歳競走        | JpnII      | 1500 | 525  | 300  | 150 | 75  | 兵庫ジュニアグランプリ                                                     |
| 重賞競走   | 2歳競走        | JpnIII     | 1200 | 420  | 240  | 120 | 60  | エーデルワイス賞、JBC2歳優駿                                               |
| 重賞競走   | 2歳競走        | SI         | 1500 | 525  | 300  | 150 | 75  | ハイセイコー記念                                                           |
| 重賞競走   | 2歳競走        | SII        | 1200 | 420  | 240  | 120 | 60  | 鎌倉記念、平和賞                                                           |
| 重賞競走   | 2歳競走        | SIII       | 1000 | 350  | 200  | 100 | 50  | ルーキーズサマーカップ、若武者賞、ゴールドジュニア、ジェムストーン賞       |
| 重賞競走   | 2歳競走        | 牝SI       | 1200 | 420  | 240  | 120 | 60  | 東京2歳優駿牝馬                                                            |
| 重賞競走   | 2歳競走        | 牝SII      | 1000 | 350  | 200  | 100 | 50  | ローレル賞                                                                 |
| 重賞競走   | 2歳競走        | 牝SIII     | 840  | 294  | 168  | 84  | 42  |                                                                            |
| 重賞競走   | 3歳競走        | JpnI       | 2400 | 840  | 480  | 240 | 120 | 羽田盃、東京ダービー、ジャパンダートクラシック                             |
| 重賞競走   | 3歳競走        | JpnII      | 1800 | 630  | 360  | 180 | 90  | 京浜盃、関東オークス、不来方賞、兵庫チャンピオンシップ                     |
| 重賞競走   | 3歳競走        | JpnIII     | 1400 | 490  | 280  | 140 | 70  | ブルーバードカップ、雲取賞、マリーンカップ、北海道スプリントカップ         |
| 重賞競走   | 3歳競走        | SI         | 1800 | 630  | 360  | 180 | 90  | 戸塚記念                                                                   |
| 重賞競走   | 3歳競走        | SII        | 1400 | 490  | 280  | 140 | 70  | 東京湾カップ、優駿スプリント                                               |
| 重賞競走   | 3歳競走        | SIII       | 1200 | 420  | 240  | 120 | 60  | ニューイヤーカップ、ネクストスター東日本、クラウンカップほか               |
| 重賞競走   | 3歳競走        | 牝SI       | 1400 | 490  | 280  | 140 | 70  | 桜花賞、東京プリンセス賞、ロジータ記念                                     |
| 重賞競走   | 3歳競走        | 牝SII      | 1200 | 420  | 240  | 120 | 60  | ユングフラウ賞                                                             |
| 重賞競走   | 3歳競走        | 牝SIII     | 1000 | 350  | 200  | 100 | 50  | 東京シンデレラマイル、しらさぎ賞                                           |
| 重賞競走   | 3(4)歳以上競走 | GI・JpnI   | 5000 | 1750 | 1000 | 500 | 250 | 川崎記念、かしわ記念、さきたま杯、帝王賞、東京大賞典ほか                   |
| 重賞競走   | 3(4)歳以上競走 | JpnII      | 3100 | 1085 | 620  | 310 | 155 | ダイオライト記念、日本テレビ盃、東京盃、浦和記念、エンプレス杯ほか         |
| 重賞競走   | 3(4)歳以上競走 | JpnIII     | 2600 | 910  | 520  | 260 | 130 | 東京スプリント、テレ玉杯オーバルスプリント、クイーン賞ほか                 |
| 重賞競走   | 3(4)歳以上競走 | SI         | 3100 | 1085 | 620  | 310 | 155 | ゴールドカップ、京成盃グランドマイラーズ、大井記念                         |
| 重賞競走   | 3(4)歳以上競走 | SII        | 2600 | 910  | 520  | 260 | 130 | 東京記念、マイルグランプリ、勝島王冠、金盃、習志野きらっとスプリントほか   |
| 重賞競走   | 3(4)歳以上競走 | SIII       | 2100 | 735  | 420  | 210 | 105 | 川崎マイラーズ、プラチナカップ、サンタアニタトロフィー、埼玉新聞栄冠賞ほか |
| 重賞競走   | 3(4)歳以上競走 | 牝SI       | 2600 | 910  | 520  | 260 | 130 |                                                                            |
| 重賞競走   | 3(4)歳以上競走 | 牝SII      | 2100 | 735  | 420  | 210 | 105 |                                                                            |
| 重賞競走   | 3(4)歳以上競走 | 牝SIII     | 1600 | 560  | 320  | 160 | 80  | しらさぎ賞、東京シンデレラマイル                                           |
| 準重賞競走 | 格付馬         | 格付馬     | 700  | 252  | 154  | 91  | 63  | ウインタースプリント、メトロポリタンメイカップ、短夜賞、まがたま賞ほか     |
| 準重賞競走 | 2・3歳競走     | 2・3歳競走 | 600  | 216  | 132  | 78  | 54  | 初陣賞、ジェムストーン賞、セラフィナイト賞、桃花賞、椿賞、芙蓉賞ほか       |
| 特別競走   | A1             | A1         | 600  | 240  | 150  | 90  | 60  | 駿麗賞、梅花賞、神田川オープン、ゆりかもめオープン、トパーズ賞ほか         |
| 特別競走   | A2             | A2         | 500  | 200  | 125  | 75  | 50  | 春光特別、端午特別、長月特別、神無月特別、大福山特別ほか                   |
| 特別競走   | B1             | B1         | 320  | 128  | 80   | 48  | 32  |                                                                            |
| 特別競走   | B2             | B2         | 280  | 112  | 70   | 42  | 28  |                                                                            |
| 特別競走   | B3             | B3         | 240  | 96   | 60   | 36  | 24  |                                                                            |
| 特別競走   | C1             | C1         | 200  | 80   | 50   | 30  | 20  |                                                                            |
| 特別競走   | C2             | C2         | 180  | 72   | 45   | 27  | 18  |                                                                            |
| 特別競走   | C3             | C3         | 140  | 56   | 35   | 21  | 14  |                                                                            |
| 特別競走   | 3歳            | 3歳        | 280  | 112  | 70   | 42  | 28  | 初夢賞、青鵐特別、クラシックチャレンジ、若竹賞、赤兎馬賞ほか               |
| 特別競走   | 2歳            | 2歳        | 320  | 128  | 80   | 48  | 32  | 紅花特別、ホタル特別、ヒルガオ特別、若竹特別、ひばり特別、カナリア特別ほか |
| 普通競走   | A1             | A1         | -    | -    | -    | -   | -   |                                                                            |
| 普通競走   | A2             | A2         | 320  | 128  | 80   | 48  | 32  |                                                                            |
| 普通競走   | B1             | B1         | 280  | 112  | 70   | 42  | 28  |                                                                            |
| 普通競走   | B2             | B2         | 240  | 96   | 60   | 36  | 24  |                                                                            |
| 普通競走   | B3             | B3         | 200  | 80   | 50   | 30  | 20  |                                                                            |
| 普通競走   | C1             | C1         | 150  | 60   | 38   | 23  | 15  |                                                                            |
| 普通競走   | C2             | C2         | 100  | 40   | 25   | 15  | 10  |                                                                            |
| 普通競走   | C3             | C3         | 80   | 32   | 20   | 12  | 8   |                                                                            |
| 普通競走   | 3歳競走        | 1月～6月   | 220  | 88   | 55   | 33  | 22  |                                                                            |
| 普通競走   | 3歳競走        | 7月～12月  | 160  | 64   | 40   | 24  | 16  |                                                                            |
| 普通競走   | 2歳競走        | 既出走馬   | 250  | 100  | 63   | 38  | 25  |                                                                            |
| 普通競走   | 2歳競走        | 新馬       | 280  | 112  | 70   | 42  | 28  |                                                                            |

格は「A1」～「C3」までの8クラスがあり、以下の格付基準表により番組ポイント算定日までの総番組ポイントをもって番組編成会議において決定する。勝馬確定後に失格及び着順変更があった場合は、変更後の着順によって格付ポイント表のポイントを番組ポイントとして算定する。
| 格 | 3歳  | 4歳  | 5歳  | 6歳  | 7歳  | 8歳以上 |
| -- | ---- | ---- | ---- | ---- | ---- | ------- |
| A1 | 2800 | 3400 | 4300 | 5000 | 5500 | 5900    |
| A2 | 2000 | 2200 | 2500 | 3200 | 3700 | 4100    |
| B1 | 1500 | 1700 | 1900 | 2200 | 2700 | 3000    |
| B2 | 1100 | 1200 | 1400 | 1700 | 2000 | 2200    |
| B3 | 700  | 800  | 1000 | 1300 | 1600 | 1800    |
| C1 |      | 500  | 700  | 1000 | 1300 | 1500    |
| C2 |      | 200  | 400  | 700  | 1000 | 1200    |
| C3 |      | 0    | 80   | 160  | 240  | 240     |

| 格 | 3歳  | 4歳  | 5歳  | 6歳  | 7歳  | 8歳以上 |
| -- | ---- | ---- | ---- | ---- | ---- | ------- |
| A1 | 3000 | 3600 | 4400 | 5200 | 5700 | 5900    |
| A2 | 2200 | 2300 | 2600 | 3400 | 3900 | 4100    |
| B1 | 1700 | 1800 | 2000 | 2500 | 2900 | 3000    |
| B2 | 1200 | 1300 | 1500 | 1800 | 2100 | 2200    |
| B3 | 800  | 900  | 1100 | 1400 | 1700 | 1800    |
| C1 | 500  | 600  | 800  | 1100 | 1400 | 1500    |
| C2 | 200  | 300  | 500  | 800  | 1100 | 1200    |
| C3 |      | 20   | 80   | 160  | 240  | 240     |

格付は3歳馬になってから開始される。最初は3歳の2月にA1級に達している馬（番組ポイントが2800ポイント以上）だけが格付される。それ以降は以下の格付時期表に従い、4歳の1月にかけて全ての馬が順次格付される。
| 年齢 | 3歳  | 3歳  | 3歳  | 3歳  | 3歳  | 3歳  | 3歳  | 4歳  |
| ---- | ---- | ---- | ---- | ---- | ---- | ---- | ---- | ---- |
| 月   | 2    | 3    | 4    | 5    | 6    | 7    | 10   | 1    |
| 格   | A1級 | A2級 | B1級 | B2級 | B3級 | C1級 | C2級 | C3級 |

4歳の3月末日以降、C3級に格付された馬が以下の格付制限表にある番組ポイントを下回った場合、格付を行わない。
| 年齢・時期        | 番組ポイント    |
| ----------------- | --------------- |
| 4歳・3月末日      | 20ポイント未満  |
| 4歳・12月末日     | 80ポイント未満  |
| 5歳・12月末日     | 160ポイント未満 |
| 6歳以上・12月末日 | 240ポイント未満 |

他地区からの転入馬は、出走申込時に年齢制限と収得賞金額の制限がある。年齢は2歳から6歳まで、収得賞金額は以下により算出した合計額が下表の金額以上に限られる。
- 地方競馬で収得した本賞金総額：全額
- 中央競馬で収得した本賞金総額：500万円以下の場合は全額、500万円以上を超える場合は500万円とそれを超える金額の60％の額を加算した額

| 年齢   | 2歳    | 3歳     | 4歳     | 5歳     | 6歳      |
| ------ | ------ | ------- | ------- | ------- | -------- |
| サラ系 | 50万円 | 100万円 | 500万円 | 800万円 | 1100万円 |

格付の際は、転入時点で収得した本賞金額を1万で除した値を番組ポイントとする。ただし、以下に該当する場合はそれぞれの計算方法によりポイントを加算する。
- JRAからの転入馬
次の方法で番組ポイントを算定し、格付及び編成を行う。
  - 総収得賞金額500万円以下の馬：総収得賞金額を1万で除した値とする。
  - 総収得賞金額500万円を超える馬：［500万円+（総収得賞金額―500万円）×0.6］/1万で求められる値とする。
- 地方主催のダートグレード競走入着馬
再転入馬を含め、転入前のダートグレード競走は実施時期に関係なく、格付ポイント表に基づき番組ポイントを加算する。
- 4歳7月～12月の転入馬で収得賞金が600万円未満の馬に関しては、番組ポイントを600ポイントと定めて編成する。（C1級に格付される）

また、次の条件を満たしている馬についても転入を認めている。
- 6勝以上の4歳馬、8勝以上の5歳馬、10勝以上の6歳馬
- A級に格付される7歳・8歳馬

## 歴史

### 4競馬場の開設と発展

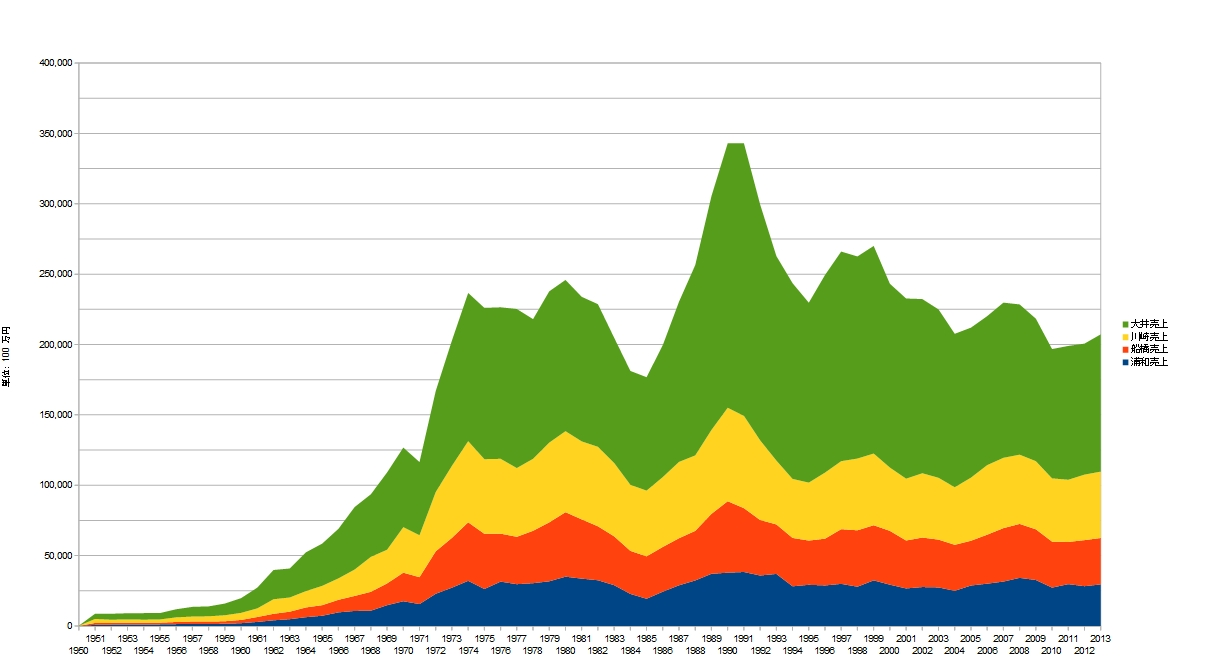
南関東公営競馬の売得金額推移(1950年〜2013年)

南関東公営競馬を構成している4競馬場は、いずれも第二次世界大戦終結後に建設されたものである。それぞれ直接の前身としては
- 浦和競馬場（1947年開場）←粕壁競馬場(1947年廃止)
- 船橋競馬場（1950年開場）←柏競馬場(1952年廃止[19])
- 大井競馬場（1950年開場）←八王子競馬場(1949年廃止)
- 川崎競馬場（1949年開場）←戸塚競馬場(1954年廃止[20])

が挙げられる。これらは少なくとも戦中の軍馬資源保護法に基づいて競馬を施行し、戦後も競馬法による公営化以前の地方競馬法時代には各都県の馬匹連合によって競馬が執り行われたが、概して交通の便が悪く開催成績は低迷していた。新興の公営競技である競輪や競艇が比較的中心部に立地していたこともあり、1950年までに公共交通機関によるアクセスが容易な現在の位置への競馬場移転が進められる。また早くも1954年2月1日には関東地方競馬組合が設立され、主催者間の調整が進められる下地となった。これにより、とりわけ八王子時代は1800万円程度だった開催1日当たりの売上が大井移転後は8600万円まで急増するなど、南関東公営競馬は順調に発展を続けていく。1955年には4場合わせて90億円ほどだった売上は5年後の1960年には200億円近くと倍増し、1969年度にはついに1000億円の大台を突破した。
また、この黎明期の時代には様々な進取の施策が取り入れられている。一例として、1948年3月にはスターティングゲートを、1950年4月にはパトロール・フィルムを国営競馬に先駆けて導入。競馬施行の公平性をいち早く担保した。馬券発売におけるトータリゼーターの導入も、1956年9月の浦和競馬場の例が本邦初である。また戦後直後は食糧増産のために馬産の再開が遅れたことから、大井はオーストラリアより1952年に牝馬30頭、翌1953年にも同じく牡馬6頭・牝馬14頭のサラブレッドを独自に輸入。これらの濠サラからは国営競馬に転じて天皇賞・秋を制したオパールオーキツド、ミツドフアームらの強豪が現れた。またそれ以前にも川崎の開設記念や船橋の平和賞のように独自に特別レースを制定していた例はあったが、1955年より南関東競馬として重賞制度の運用を開始する。東京大賞典や金盃のような現在まで60回近い回次を数える重賞競走たちが、その後の数年間で相次いで創設された。
人材の面でも従来の各競馬場や羽田競馬場系はもとより、大井競馬場では高崎出身の塩野七郎門下が一大派閥を形成し、また戦前は東海地方を拠点に武田文吾らに対して「東の山本」と謳われた栗田金吾も大井で厩舎を開業するなど、関東一円、さらには全国各地から人材が集まった。さきほど挙げた濠サラ購買に当たって実地に飛んだ得居喜一も、陸軍騎兵学校出身の元中佐であり、戦前は軍馬購買にその手腕を発揮した人物である。さらには啓衆社の創業者であった白井新平は戦前に引き続き地方競馬との繋がりを保ち、1960年より中央競馬の啓衆社賞の南関東版といえる公営日本一を制定するなどしている。
競走馬についても、サラブレッドは高額の賞金を狙う国営競馬、中央競馬からの移籍馬がおおむね上位を形成していたが、早くも1951年には川崎の抽選馬出身のキヨフジが国営競馬へ移籍し優駿牝馬を制している。その後はゴールデンウエーブ、ダイゴホマレ、オンスロート、タカマガハラなどが中央競馬へと移籍して華々しい戦績を残したほか、船橋の出川己代造調教師が管理したダイニコトブキ、ダイサンコトブキらは生え抜きのサラブレッドとして春の鞍と秋の鞍を制覇するなど活躍。1964年からは東京王冠賞が創設されたことで南関東三冠が成立したが、1967年にこれを初めて達成したヒカルタカイは翌年中央競馬へ移籍すると、天皇賞 (春)で2.8秒差の大差勝ちを収めている。またアングロアラブでは早々にホウセント、フクパークの活躍により中央競馬に地方競馬の自由購買馬が参戦できなくなったことから、全国の地方競馬場の強豪らが賞金の高い南関東へと集まった。タカトシ、ミヤマシユーホー、タガミホマレ、センジユスガタなどがその代表例である。中にはトモスベビー、センジユのように、サラブレッド系競走へと挑戦し勝利する名馬も表れた。

### ハイセイコーと低迷の時代

ハイセイコーの銅像

1972年、大井競馬場でのちに国民的アイドルホースとして第一次競馬ブームを担うハイセイコーがデビューする。6戦6勝で青雲賞を制したのちに中央競馬へと移籍していったこのハイセイコーの活躍に推されて南関東競馬も売上を伸ばし、1973年度には総売上が2000億円を突破した。
ところが、これ以後は70年代を通じて第一次オイルショックの狂乱物価によるインフレーションにもかかわらず額面上の売上増は鈍化し、1980年の約2445億円をひとつのピークとして減少に転じる。そして1984年には、1800億円を割るまでに落ち込んだ。
これに前後する時期は、南関東競馬にとっては難問が続いた。1961年の川崎事件のような騒擾事件は過去にもあったとはいえ、1968年には7月30日に浦和で、穴馬同士の決着にもかかわらず異常な低配当であったことに端を発する300人規模の騒擾事件が発生したと思うと、その翌日には当時23歳ながらリーディング上位につけていた福永尚武が別件の八百長による競馬法違反で逮捕されている。1972年8月には大井でやはり若手騎手による八百長事件が発覚し、これ以後山岡事件で中央競馬に導入された調整ルームと同様の施策が南関東競馬でも採られることとなった。さらに1968年には延長を続けていた八王子市ら指定市分の開催権が消滅し、1969年1月には美濃部亮吉都知事が都営ギャンブルを「社会的公害」として、都営の大井競馬開催を含めたその廃止を発表している。実際のところ、1980年代初頭の船橋などは、特観席(指定席)をノミ屋が占領しているようなことすらある有様であった。
競走馬についても、中央競馬への移籍はカツアールが成功した程度であり、ハツシバオー、ゴールデンリボー、サンオーイら南関東三冠馬や、アズマキングなどもパッとしない戦績に終わっている。1973年より中央側で地方競馬招待競走が、大井競馬場で中央競馬招待競走が施行されたが、お互いに地元では勝ち星を挙げるも相手側に乗り込むと奮わなかった。
アングロアラブについては、1960年代後半には他地区の地方競馬場も売上を伸ばし、とりわけアングロアラブのみで競馬を施行していた兵庫県競馬組合の賞金水準は南関東競馬のアラブ競走を上回るまでになった。1972年には南関東アラブ三冠の1冠目・千鳥賞を目前に控えながら、タイムラインが2000万円もの高額で園田競馬場へと引き抜かれている。そのほかミスダイリンやキンカイチフジに代表されるように道営競馬や東海地区所属馬の強豪も登場し、アラブ大賞典は1972年より全国交流の全日本アラブ大賞典となって、その対決の場を提供した。一方で、1973年より同じく全国交流化された園田競馬場で行われる楠賞全日本アラブ優駿へ南関東公営競馬所属馬も遠征しており、ホクトライデン、トライバルセンプーらがこの時期の同競走を制している。

### 打ち出される振興策

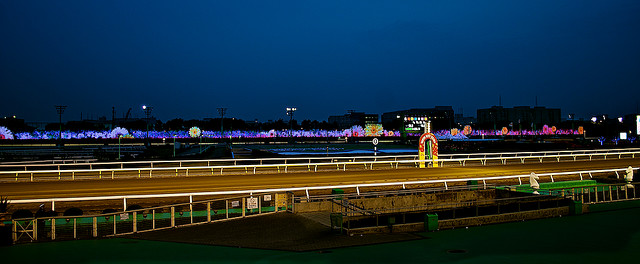
ナイター開催の大井競馬場

1983年には大井で特別区公営競技振興対策協議会が、1984年に川崎でも競馬存廃検討委員会が組織される状況を受け、南関東公営競馬でもいくつかの振興策が打ち出された。
昼休みのサラリーマンを狙った外向き発売口の設置、浦和競馬場での6枠連勝単式馬券の復活、大井における電話投票の開始などがその例である。そして1986年7月31日には「大井競馬場の総合レジャーランド化」「イメージチェンジ」を目指し、大井で日本初となるナイター競馬が開催された。また1988年には川崎と船橋の間で相互場外発売が始まり、1998年までに4場間での全開催場外発売が実現した。1987年には、都心部の場外としてofft後楽園が開設されている。
競走面では、ホスピタリテイが「ハイセイコーの再来」と騒がれ中央競馬で活躍したのを皮切りとし、1985年の地方競馬招待競走をテツノカチドキが制すると、そのテツノカチドキを東京記念で破りジャパンカップへと出走したロツキータイガーがシンボリルドルフの2着となる大健闘。その後も中央競馬へ移籍し平成三強の一角を担ったイナリワンや、牝馬ながら南関東三冠を制したロジータといった活躍馬が出現している。また1985年には川崎の全日本3歳優駿、全日本アラブ争覇が地方競馬全国交流に、そして1986年からは帝王賞が距離を2000mに短縮した上で中央競馬招待・地方競馬全国交流競走となるなど、他地区との交流も進展した。笠松競馬所属のフエートノーザンが1989年の帝王賞を制したほか、中央競馬側で地方競馬所属馬に解放されたオールカマーでは大井・赤間清松厩舎所属のジョージモナークが勝利を収めている。そのほか、東京大賞典を目指して岩手競馬より短期移籍で挑戦したスイフトセイダイや、カウンテスアップ、ダイコウガルダン、スルガスペインなど、地方競馬の他地区から有力馬が南関東へと転入して活躍した。
一方で、アングロアラブ競走馬はその在厩数が年々減少していった。かつては全日本アラブ大賞典と並び立った川崎のアラブチャンピオンが1985年を最後に廃止されるなど、競走面での縮小も続き、1993年には、南関東アラブ三冠を構成していた千鳥賞、アラブ王冠賞も廃止されている。北関東から転じてサラブレッドを相手に気を吐いたトチノミネフジらの活躍馬も出たものの、中央競馬が1995年限りでアングロアラブ競馬を廃止したのと間を置かずして、大井が1996年限りでのアングロアラブ競走からの撤退を発表。1996年には他3場もアングロアラブ系の重賞競走を全廃し、98年より3歳馬の新規入厩を停止。1999年をもって、アングロアラブによる競走は南関東から姿を消した。

### 「開放元年」以後
1995年より、「開放元年」と称される中央競馬・地方競馬間での大幅な交流開放が始まった。南関東でも東京大賞典を始め多くの重賞が交流競走に指定され、1997年からは同競走は帝王賞と併せて統一ダートグレードによるGI競走となっている。これ以後、ライブリマウントやホクトベガを皮切りに、数多くの中央競馬の強豪が南関東を舞台として活躍するようになった。またトーホウエンペラー・メイセイオペラのような岩手競馬所属馬、アブクマポーロやトーシンブリザード、アジュディミツオー、フリオーソといった南関東の名馬らも覇を争った。2001年から始まったJBC競走についても、2007年にフジノウェーブが地方競馬所属馬で初の勝利を挙げている。
廃止された地方競馬場から御神本訓史(益田)、森泰斗(足利→宇都宮)、杉村一樹(中津→荒尾)、山田信大(新潟公営)、楢崎功祐（福山）らの騎手を受け入れたが、一方で2008年に内田博幸、2013年に戸崎圭太とリーディングジョッキーが中央競馬へと移籍している。またアングロアラブ競走の廃止と統一グレード競走の新設で競走体系が大きく変動する中、南関東三冠競走を構成していた東京王冠賞が廃止されるなどしている。
競馬の国際化へも対応すべく、大井は1995年にアメリカのサンタアニタパーク競馬場と提携、2008年には海外の既走競走馬の出走を実験的に認めた。2011年には東京大賞典を国際GIとした上でサンタアニタトロフィーに海外より招待馬を招待し、2013年からは韓国馬事会のソウル競馬場との間で互いに交流競走を実施している。
- 第20回かしわ記念(勝ち馬ボンネビルレコード、鞍上的場文男騎手)
- 大井競馬所属時代の内田博幸騎手とアジュディミツオー
- 廃止となった益田から移籍しリーディングを獲得した御神本訓史騎手

### 全日本的なダート競走の体系整備を受けて
バブル崩壊後の不況により、2000年頃は大井以外の3場が累積赤字を抱えていた。南関東4競馬の連携強化とネット投票の開始、更には賞金減額等の施策により、浦和が2009年度に、川崎が2013年度に、船橋が2015年度にそれぞれ累積赤字を解消した。コロナ禍による巣ごもりも、ネット投票の普及が追い風となり増収を継続。2022年度の大井の売得金額は1954億5723万6170円を記録し、10年連続の増収、31年ぶりに過去最高記録を更新した。
その一方で、日本のダート競走は芝競走と比較して競走体系の整備が不十分な状況が続いていた。2007年に「パートI」国に分類された後、中央競馬の重賞競走は2010年にすべて国際格付けがされたのとは対照的に、地方競馬のダートグレード競走は東京大賞典を除いて国際格付けがされず、国際的な評価を高めるための障壁となっていた。
2022年に地方競馬全主催者、JRA、NARによる共同記者会見で、ダートグレード競走の国際競走化を地方競馬が主体となって目指すことが発表され、その施策の一つとして2024年に3歳ダート三冠を創設。これに伴い、1960年代から長らく南関東三冠競走を構成していた羽田盃と東京ダービーがダートグレード競走となり、南関東三冠競走も終了となった。最後の開催となった2023年は、大井生え抜きのミックファイアが22年ぶりの南関東三冠を無敗で達成し、歴史に名を残した。
中央馬優勢の状況が続くダートグレード競走だが、2021年に船橋生え抜きのカジノフォンテンとミューチャリー、キャッスルトップがいずれもダートグレード競走に優勝している。2024年の川崎記念ではライトウォーリアが制し、川崎所属馬として20年ぶりの優勝となった。また同年の兵庫ゴールドトロフィーでは川崎所属馬のフォーヴィスムが制し、24回目にして地方馬が初めて本レースを優勝した。

## 売上
各場の最新の売上は「地方競馬#各競馬場の売上」の項を参照。

## 馬券発売

### 馬券発売種類
- 単勝式
- 複勝式
- 枠番連勝複式（8枠制、枠複）
- 枠番連勝単式（8枠制、枠単）
- 馬番連勝複式（馬複）
- 馬番連勝単式（馬単）
- 拡大馬番連勝複式（ワイド）
- 三連勝複式（3連複）
- 三連勝単式（3連単）
- 三重勝馬番号二連勝単式（トリプル馬単）

大井競馬場の前身である八王子競馬場がフォーカス馬券を導入して以来、単勝・複勝に枠番連勝式の3種類が発売されていたが、1995年4月より馬番連勝複式の発売を開始。以後1996年には馬番連勝単式・枠番連勝単式、1999年には拡大馬番連勝複式を導入。2003年には三連勝式の馬券も発売された。

### トリプル馬単
2014年5月28日、「SPAT4」のうち、インターネット投票限定で重勝式投票の「三重勝馬番号二連勝単式」重勝式勝馬投票券『SPAT4 LOTO「トリプル馬単」』の発売くを同年6月1日の大井競馬開催から開始すると発表した。

## 年間表彰制度
毎年2月もしくは3月に関東地方公営競馬競技会により、南関東4競馬場厩舎関係者表彰の受賞者を決定している。
優秀騎手部門
- 最優秀騎手賞
- 優秀騎手賞
- 最優秀新人騎手賞

厩務員部門
- 優良厩務員

功労調教師・功労騎手部門
- 功労調教師賞
- 功労騎手賞
- 功労厩務員

## 主要参考文献
- 地方競馬全国協会『地方競馬史　1-5巻』地方競馬全国協会、1972年(1・3巻)、1974年(2巻)、1992年(4巻)、2012年(5巻)。